# Pink Funky
Albums de Mamamoo
Piano Man
(2014) Melting
(2016)
Singles
1. Ahh Oop!
Sortie : 2 avril 2015
2. Um Oh Ah Yeh
Sortie : 19 juin 2015

Pink Funky est le troisième extended play du girl group sud-coréen Mamamoo. Il a été publié par Rainbow Bridge World le 19 juin 2015 et distribué par CJ E&M Music. Il contient six chansons, dont les singles "Ahh Oop!" (une collaboration avec Esna) et "Um Oh Ah Yeh". L'album a été à l'époque le plus gros succès du groupe, débutant à la 6e place du Gaon Album Chart et se vendant à plus de 13 000 exemplaires. Musicalement, l'album est un mélange de genres, principalement de R&B, de hip-hop et de funk.

## Sortie et promotion
Le 2 avril 2015, Mamamoo sort un single surprise en collaboration avec Esna, intitulé "Ahh Oop!". Il a été promu sur les émissions musicales pendant deux semaines, en commençant par le M! Countdown le jour de sa sortie. Le vidéoclip au style rétro d'"Ahh Oop!" a été produit et réalisé par Digipedi.
Le 11 juin, Mamamoo annonce la sortie à venir de Pink Funky et de son single principal "Um Oh Ah Yeh". La liste des pistes a été révélée en intégralité le 17 juin, et l'album est sorti deux jours plus tard. L'album est sorti en juin pour que le groupe puisse participer aux festivals sur les campus universitaires, qui se déroulent en septembre et où les girl groups sont souvent invités. Dans le vidéoclip d'"Um Oh Ah Yeh", trois des membres sont habillées en homme, portant des perruques et des pastiches. Park Bo-ram fait un caméo dans ce clip, où elle joue le rôle d'une fille qui dit à Solar que Moonbyul est en fait une femme.
Le 14 juin, Mamamoo a fait des guerilla concerts dans Daehangno et Hongdae, où elles ont interprété "Um Oh Ah Yeah" pour la première fois. Le groupe a eu un showcase pour leur album à l'Ilchi Art Hall dans Cheongdam-dong à Séoul le 18 juin,. L'album a alors été promu durant six semaines sur plusieurs émissions musicales, se clôturant avec l'Inkigayo le 26 juillet.

## Composition
L'album a été produit par le CEO de Rainbow Bridge World, Kim Do-hoon. "Um Oh Ah Yeh" a été écrite par Kim et trois des membres de Mamamoo — Solar, Moonbyul et Hwasa. C'est une chanson de dance R&B funky avec des éléments de synthpop des années 1990. Au niveau des paroles, celles-ci racontent l'histoire d'une femme amoureuse d'un homme, qui se trouve être une femme. "Freakin Shoes" est une chanson trap et hip-hop écrite par Hwasa, dont la musique a été co-composée par Kim et Seo Jae-woo. "A Little Bit" est une ballade pop et "Self Camera" est une chanson R&B au tempo moyen. "No No No", écrite par Seo Yong-bae et Park Woo-sang, a un rythme funk des années 1960. "Ahh Oop!" a été décrite comme une chanson dance funky avec un rythme rétro et des riffs de guitare blues. Elle a été écrite par Esna, et les paroles demandent aux hommes d'arrêter d'utiliser des phrases d'accroche cliché et de traiter les femmes avec respect. La version digitale sortie en Corée du Sud contient une version a cappella d'"Um Oh Ah Yeh", ainsi qu'une version instrumentale de cette même chanson et d'"A Little Bit".

## Réception
L'album est entré dans le Gaon Album Chart à la 6e place, et s'est classé 7e dans le Billboard World Albums Chart,. Il a été le 19e album le plus vendu en Corée durant le mois de juin, avec 3 822 exemplaires physiques vendus. À compter de mai 2016, il s'est écoulé plus de 13 000 unités,. "Um Oh Ah Yeh" est entré dans le Gaon Digital Chart à la 22e place et est arrivé 3e la semaine d'après, devenant le single de Mamamoo le mieux classé à l'époque,,. "Ahh Oop!" est entré dans le Gaon Digital Chart à la 76e place et sa plus haute place occupée fut la 67e, la semaine suivante,.
La sortie de Pink Funky a solidifié la réputation vocale de Mamamoo, et leur popularité a grimpé grâce au succès d'"Um Oh Ah Yeh". Celui-ci est partiellement dû au vidéoclip, qui est devenu viral sur Facebook et qui a "envoyé des électrochocs à la scène K-pop", selon Chung Joo-won de Yonhap. Scott Interrante, écrivant pour PopMatters, a dit que l'album "comportait un son plus raffiné et mainstream qui permet de se concentrer sur les voix puissantes de Mamamoo".

## Liste des pistes
| CD et version digitale internationale, | CD et version digitale internationale,      | CD et version digitale internationale,     | CD et version digitale internationale, | CD et version digitale internationale, | CD et version digitale internationale, | CD et version digitale internationale, | CD et version digitale internationale, | CD et version digitale internationale, | CD et version digitale internationale, |
| No                                     | Titre                                       | Paroles                                    | Musique                                | Arrangement                            | Durée                                  |                                        |                                        |                                        |                                        |
| -------------------------------------- | ------------------------------------------- | ------------------------------------------ | -------------------------------------- | -------------------------------------- | -------------------------------------- | -------------------------------------- | -------------------------------------- | -------------------------------------- | -------------------------------------- |
| 1.                                     | Freakin Shoes                               | Hwasa                                      | Kim Do-hoon, Seo Jae-woo, Hwasa        | Seo Jae-woo                            | 2:59                                   |                                        |                                        |                                        |                                        |
| 2.                                     | Um Oh Ah Yeh (음오아예)                     | Kim Do-hoon, Solar, Moonbyul, Hwasa        | Kim Do-hoon                            | Seo Jae-woo                            | 3:34                                   |                                        |                                        |                                        |                                        |
| 3.                                     | A Little Bit (따끔; Ttakkeum, lit. "Sting") | Hwang Seong-jin, Kim Chang-rak, Lee Eun-ji | Hwang, Kim Chang-rak, Lee Seung-yeop   | Kim Chang-rak                          | 3:49                                   |                                        |                                        |                                        |                                        |
| 4.                                     | No No No (갑과 을; Gapgwa Eul)              | Seo Yong-bae, Park Woo-sang, Moonbyul      | Seo Yong-bae, Park                     | Park                                   | 3:16                                   |                                        |                                        |                                        |                                        |
| 5.                                     | Self Camera                                 | Kim Se-moon, Park                          | Park                                   | Park                                   | 3:17                                   |                                        |                                        |                                        |                                        |
| 6.                                     | Ahh Oop! (아훕!) (avec Esna)                | Esna                                       | Esna                                   | Choi Yong-chan                         | 3:21                                   |                                        |                                        |                                        |                                        |
| 20:16                                  |                                             |                                            |                                        |                                        |                                        |                                        |                                        |                                        |                                        |

| Version digitale coréenne – Pistes bonus | Version digitale coréenne – Pistes bonus | Version digitale coréenne – Pistes bonus | Version digitale coréenne – Pistes bonus       | Version digitale coréenne – Pistes bonus | Version digitale coréenne – Pistes bonus | Version digitale coréenne – Pistes bonus | Version digitale coréenne – Pistes bonus | Version digitale coréenne – Pistes bonus | Version digitale coréenne – Pistes bonus |
| No                                       | Titre                                    | Paroles                                  | Musique                                        | Arrangement                              | Durée                                    |                                          |                                          |                                          |                                          |
| ---------------------------------------- | ---------------------------------------- | ---------------------------------------- | ---------------------------------------------- | ---------------------------------------- | ---------------------------------------- | ---------------------------------------- | ---------------------------------------- | ---------------------------------------- | ---------------------------------------- |
| 7.                                       | Um Oh Ah Yeh (Version a cappella)        | Kim Do-hoon, Solar, Moonbyul, Hwasa      | Kim Do-hoon                                    | Jeon Seung-woo                           | 1:33                                     |                                          |                                          |                                          |                                          |
| 8.                                       | Um Oh Ah Yeh (Instrumental)              |                                          | Kim Do-hoon                                    | Seo Jae-woo                              | 3:33                                     |                                          |                                          |                                          |                                          |
| 9.                                       | A Little Bit (Instrumental)              |                                          | Hwang Seong-jin, Kim Chang-rak, Lee Seung-yeop | Kim Chang-rak                            | 3:44                                     |                                          |                                          |                                          |                                          |
| 29:06                                    |                                          |                                          |                                                |                                          |                                          |                                          |                                          |                                          |                                          |

## Classements
| Classement (2015)   | Meilleure position |
| ------------------- | ------------------ |
| Corée du Sud (Gaon) | 6                  |